# Bufo stomaticus
Bufo stomaticus е вид земноводно от семейство Крастави жаби (Bufonidae).

## Разпространение
Видът е разпространен в Азия от Източен Иран, Пакистан и Афганистан до Непал, включително и до Индия и Бангладеш.